# Paraptorthodius mirabilis
Paraptorthodius mirabilis is een keversoort uit de familie Phengodidae. De wetenschappelijke naam van de soort is voor het eerst geldig gepubliceerd in 1904 door Schaeffer.